# Observatorio meteorológico de Blue Hill
El Observatorio meteorológico de Blue Hill, u Observatorio de Blue Hill, en Milton, Massachusetts, es la principal estructura asociada a la historia de la observación meterorológica en los Estados Unidos. Está emplazado en lo alto del Great Blue Hill (Gran Colina Azul), en el cruce de las Rutas 93 y 138, y a unos 16 km al sur de Boston, y en él se encuentra el registro meteorológico continuo más antiguo de Norteamérica. Aquí se llevaron a cabo los primeros sondeos de la atmósfera en Norteamérica en los años 1890, mediante cometas, así como el desarrollo de la radiosonda en los años 1930.
Fundado por Abbot Lawrence Rotch el 1 de febrero de 1885, el observatorio lideró la nueva ciencia emergente de la meteorología, y fue el escenario de muchas de las primeras mediciones de las condiciones climatológicas de la alta atmósfera, mediante el uso de cometas que llevaran los instrumentos científicos en vuelo. El conocimiento de las velocidades del viento, la temperatura del aire y la humedad relativa en varios niveles se convirtieron en elementos vitales de la predicción meteorológica gracias a las técnicas desarrolladas aquí. En 1895, el observatorio ya era la fuente de pronósticos meteorológicos de una remarcable precisión.
El observatorio permanece activo a día de hoy, y continúa contribuyendo a su base de datos de observaciones meteorológicas, ahora con más de cien años de antigüedad, y resiste como un monumento a la ciencia de la meteorología en los Estados Unidos.

## Historia

### El emplazamiento
El Observatorio meteorológico de Blue Hill fue fundado por el meteorólogo estadounidense Abbott Lawrence Rotch en 1885. Cuando se graduó en el Instituto Tecnológico de Massachusetts en 1884, Rotch ya había concebido y ejecutado sus planes para la construcción de un observatorio meteorológico en la cumbre del Great Blue Hill, a 16 km al sur de Boston, en la Reserva de Blus Hills, un parque público de 24 km² gestionado por el Departamento de Conservación y Recreación de la Mancomunidad de Massachusetts.
Rotch eligió el sitio porque la elevación de 635 pies era el punto más alto a 16 km del Océano Atlántico, en la Costa Este y al sur de Maine. El Observatorio meteorológico de Blue Hill fue fundado como estación meteorológica e instalación de investigación. Rotch emplazó el observatorio en la cima del Great Blue Hill. Este emplazamiento brindaba a los primeros meteorólogos una oportunidad única para registrar extremos meteorológicos y experimentar con instrumentos de registro del tiempo climático.
El edificio del observatorio fue completado a finales de 1884, y las primeras observaciones regulares empezaron el 1 de febrero de 1885. Rotch fue el primer director del observatorio y lo mantuvo de su propio bolsillo hasta su muerte en 1912, cuando lo legó a la Universidad Harvard con una dotación de 50.000 dólares.

### El edificio
Rotch comenzó la construcción del observatorio en 1884 usando sus propios fondos, designado por los arquitectos Rotch & Tilden. La estructura original consistía en una torre circular de dos pisos y una vivienda adyacente que contenía dos habitaciones, una sala de estar y una cocina. En 1889, un ala este de dos pisos fue añadida, a fin de proporcionar espacio adicional para la investigación, tareas domésticas, y la biblioteca. En 1902, se añadió otra ala oeste de dos pisos con una nueva biblioteca y más espacio de trabajo. Una puerta a prueba de incendios y una pared de ladrillo conectan la biblioteca a la estructura anterior de mampostería. Una cámara acorazada de baldosas cohesivas contiene la biblioteca. Se cree que el techo de la cámara fue instalado por la Guastivino Company, usando un mortero extremadamente tenaz desarrollado por Raphael Guastivino, el fundador de la compañía.
Piedra nativa, cogida de la cumbre del Great Blue Hill, fue usada en la torre, la vivienda adjunta, y las alas este y oeste. La cubierta del tejado es de cobre. En 1905 se erigieron un muro de piedra y una valla de hierro a fin de proporcionar seguridad al edificio e instrumentos, y privacidad al personal. La torre original, eventualmente demostró no ser adecuada. La lluvia penetraba sus paredes, dañando los instrumentos y los registros. La vibración de los instrumentos en mástiles sobre la torre contribuyó a los problemas estructurales.
En 1908, la torre original fue demolida, y se construyó en su lugar una torre de hormigón de tres plantas reforzada, de estilo neogótico. La construcción en hormigón de la torre se eligió específicamente para proporcionar la máxima cantidad de estabilidad y durabilidad en caso de fuertes vientos. La torre tiene la parte superior almenada. Las ventanas son de doble arco en las plantas primera y segunda.
- Datos: Q1803017
- Multimedia: Blue Hill Meteorological Observatory / Q1803017